# Megaraneus gabonensis
Megaraneus gabonensis là một loài nhện trong họ Araneidae.
Loài này thuộc chi Megaraneus. Megaraneus gabonensis được Hippolyte Lucas miêu tả năm 1858.